# CG-3
La CG-3 (Carretera General 3) és una carretera de la Xarxa de Carreteres d'Andorra, que connecta la capital, Andorra la Vella i Escaldes-Engordany amb l'Estació d'Esquí d'Arcalís, amb una distància total de 29 quilòmetres.

## Història
Entre 1960 i 1994 s'anomenava N-3, després amb la normalització de les carreteres d'Andorra per la seua constitució (1993) fou reanomenada com a CG-3. També tenia un segon tram anomenat CS-380 que a partir de l'any 2007 es va adjuntar a la CG-3.

### CG-3a
La CG-3a (Carretera General 3A)  és una ruta general d'Andorra que connecta Encamp amb La Massana. Aquest eix permet desviar el transit d'Andorra la Vella i Escaldes-Engordany a través del Túnel de les dos Valires. L'Agència de Mobilitat i Explotació de Carreteres (AMEC), és la responsable d'aquest eix.
Comissionada a partir de 2012, aquesta carretera es va classificar a la carretera principal el 2016.
Des del 2005 fins al 2016, el CG-3A va unir el CG-1 d'Andorra la Vella a l'antic CG 3 d'Engordany, incorporant una bona part de l'antiga carretera CG-1 a l'encreuament d'Andorra la Vella.

## Projectes
Aquesta carretera fou objecte de discussions, sense continuació des de 1987, pel que fa a una eventual connexió amb la xarxa viària francesa del Departament de l'Arieja pel Port de Rat.

### Constructora
El Grup Heracles és l'empresa què s'encarrega de les obres relacionades amb la CG-3, a decisió del Govern d'Andorra.

#### Rotonda CG-3, Escaldes-Engordany
De les diverses obres que s'hi han fet en ressalta la construcció d'una rotonda a la sortida d'Escaldes-Engordany amb la finalitat de crear un punt de gir i amb previsió de connectar la part alta d'Andorra. Per la dificultat existent en el terreny, s'hi creà una estructura de formigó-acer, adaptada a la capacitat de transport que es sustentada per 4 pilars inclinats i fonamentada de manera asimètrica sobre el vessant de la roca.

## Recorregut

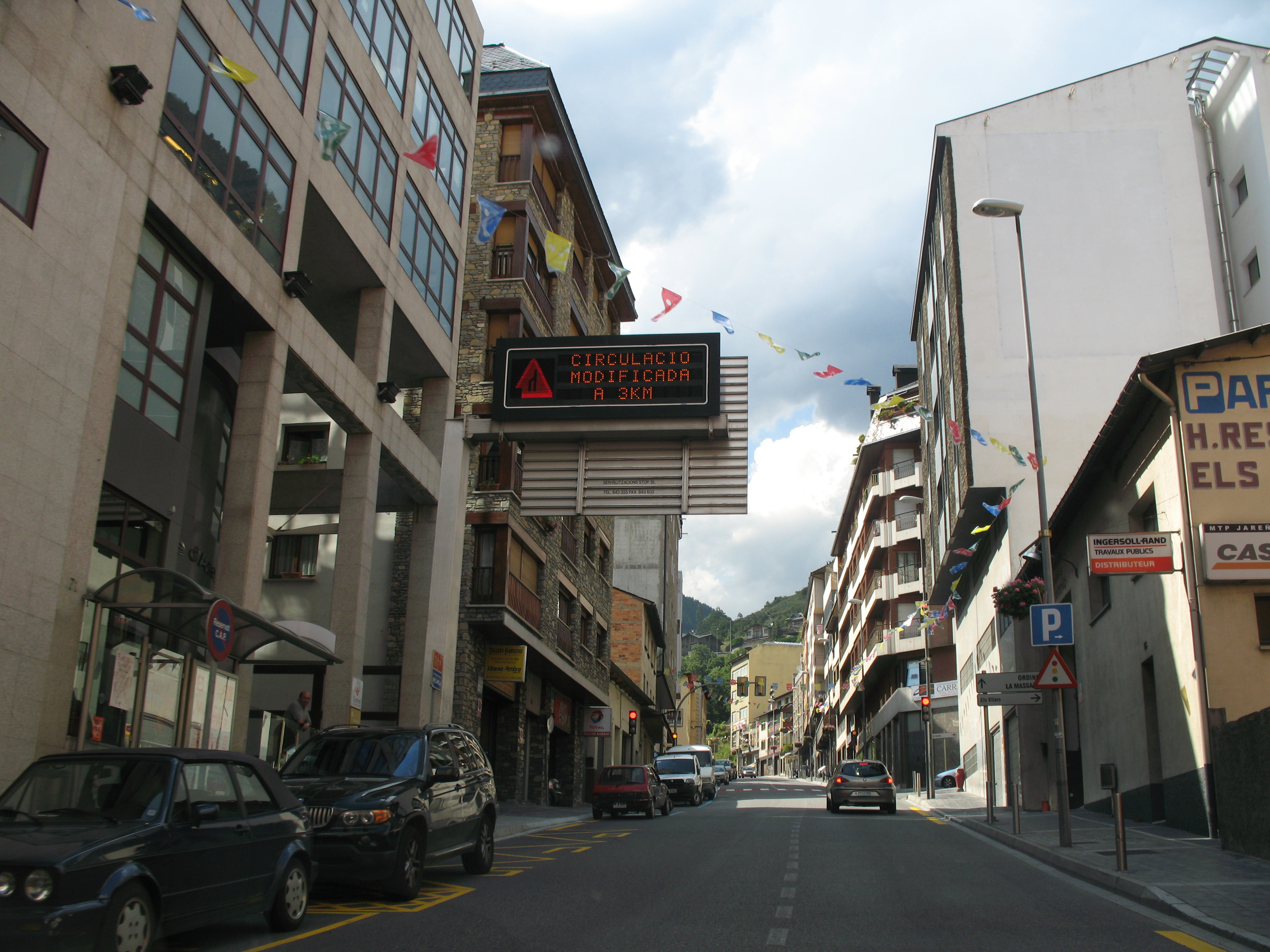
La CG-3 pel seu pas urbà per Escaldes-Engordany, on podem veure un rètol de circulació en català.

La CG-3 té lo seu inici en la CG-2 des del Túnel de les Dos Valires o des de la CG-1 a Escaldes-Engordany. La carretera finalitza a Arcalís.
La carretera CG-3 travessa les següents poblacions:

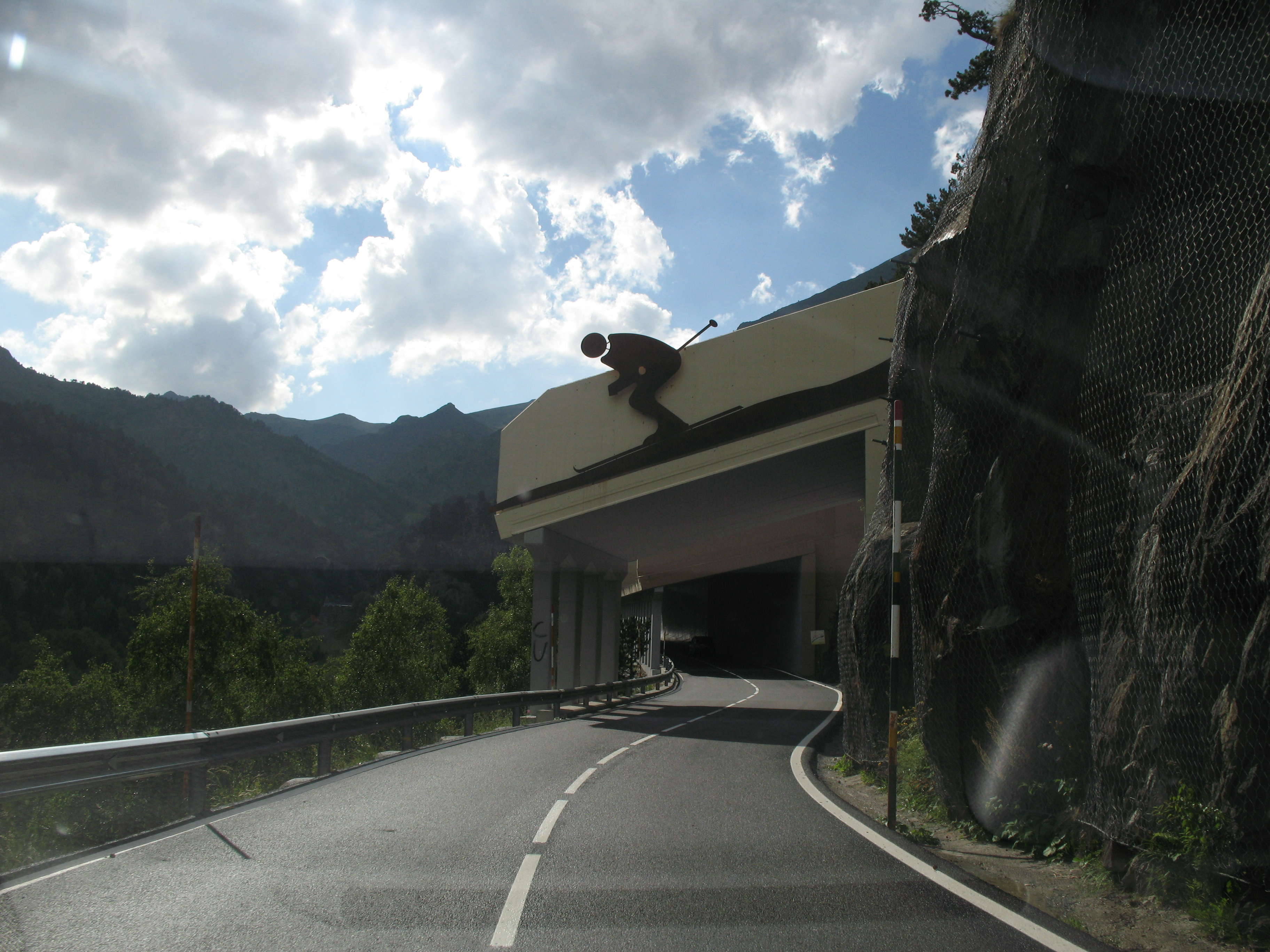
La construcció de diversos túnels ha estat necessària per a facilitar l'arribada a les pistes d'esquí andorranes.

- Escaldes-Engordany
- Anyós
- Sispony
- La Massana
- Ordino
- Sornàs
- Ansalonga
- La Cortinada
- Arans
- Llorts
- El Serrat
- Arcalís

| Tipus de sortida | Direcció de la sortida   | Carretera que hi enllaça | Qm   |
| ---------------- | ------------------------ | ------------------------ | ---- |
| CG-3             | Túnel de les Dos Valires | CG-2                     | 0    |
| CG-3             | Escaldes-Engordany       | CG-1 CG-2                | 1    |
|                  | Rotonda                  |                          | 1,5  |
|                  | Túnel de Sant Antoni     |                          | 3,5  |
|                  | Anyós                    | CS-310                   | 4,5  |
|                  | Sispony                  | CS-320                   | 4,5  |
|                  | Estació de Servei        |                          | 5    |
|                  | La Massana               |                          | 5,5  |
|                  | Erts / Pal               | CG-4                     | 6    |
|                  | Benzinera                |                          | 7    |
|                  | L'Aldosa                 | CS-335                   | 7,5  |
|                  | Ordino                   | CS-340                   | 8    |
|                  | Sornàs                   | CS-350                   | 9    |
|                  | Ansalonga                |                          | 10   |
|                  | La Cortinada             |                          | 11   |
| Sortida          | Arans                    |                          | 12   |
|                  | Llorts                   |                          | 13,5 |
|                  | El Serrat                |                          | 15   |
|                  | Refugi de Sorteny        | CS-370                   | 18   |
|                  |                          |                          | 21,5 |
| Sortida          | Estació d'Esquí Ordino   |                          | 23   |
|                  | Arcalís                  |                          | 25   |
|                  | Fi de secció revestida   |                          | 26   |
|                  | Fi de la carretera       |                          | 29   |

## Característiques

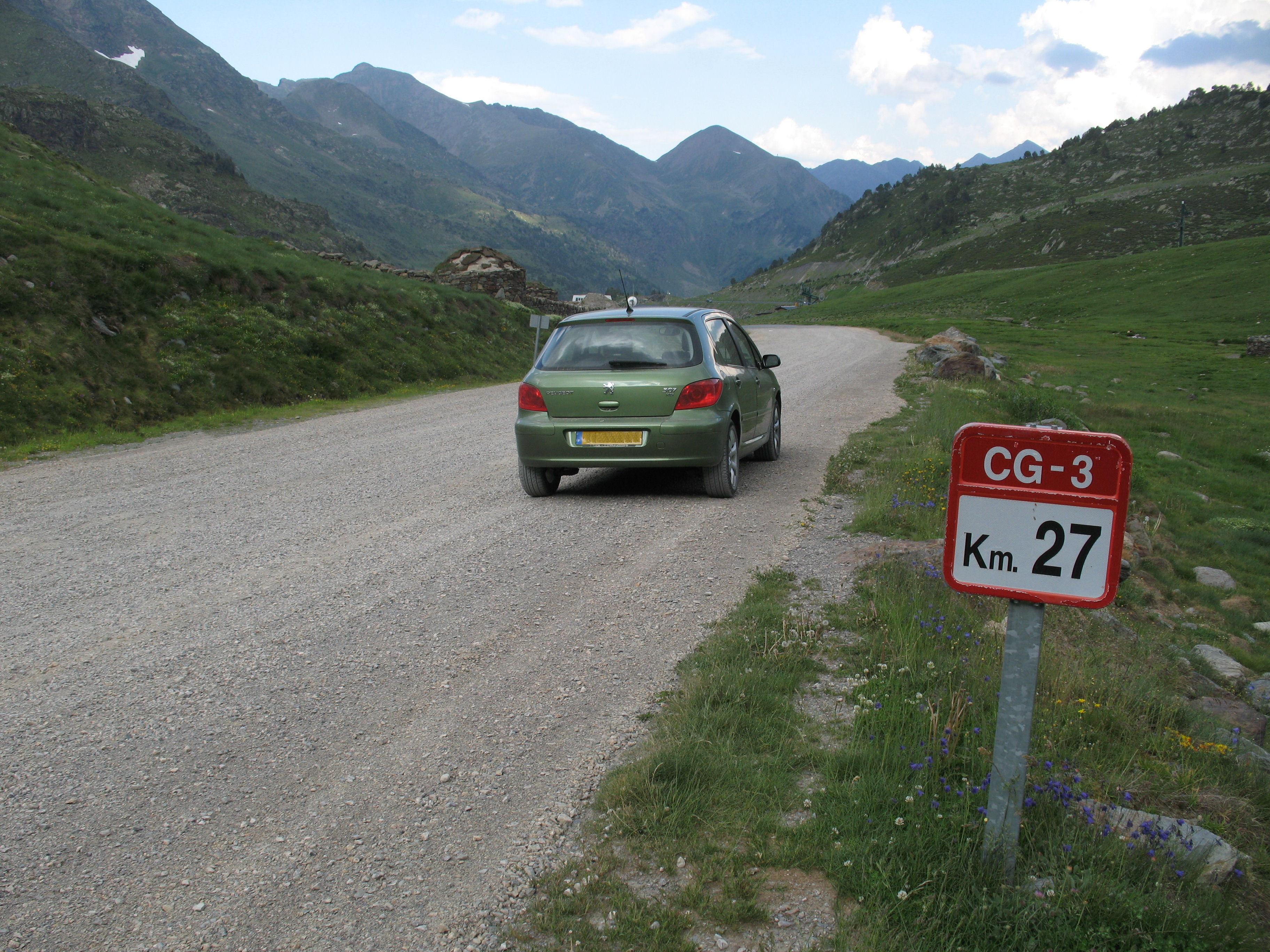
Malgrat ser una de les principals carreteres andorranes, els seus últims quilòmetres romanen sense asfaltar i sense sortida.

Entre els quilòmetres 26 i 29 la carretera no està asfaltada i roman també com una via sense sortida. Tanmateix, la via és totalment transitable i no presenta cap problema per a ser creuada en vehicle.
Avui la carretera finalitza al Port del Rat amb els inicis d'un túnel dissenyat per connectar el costat francès.
El desenvolupament dels últims quilòmetres i el túnel només hauria de tenir lloc si es materialitza la connexió amb la xarxa de carreteres francesa. No obstant això, el Consell General d'Arieja, per manca de finançament, es nega per ara a considerar l'ampliació de la carretera departamental 8 i finalitzar la seva extensió entre l'estany de Soulce-Cernay i el Port de Rat per la Vall de Vic de Sòs. A més, probablement aquest projecte es veurà obstaculitzat pel fet que aquesta vall es troba al perímetre del Parc Natural Regional dels Pirineus Ariejans.